# マーシャラー

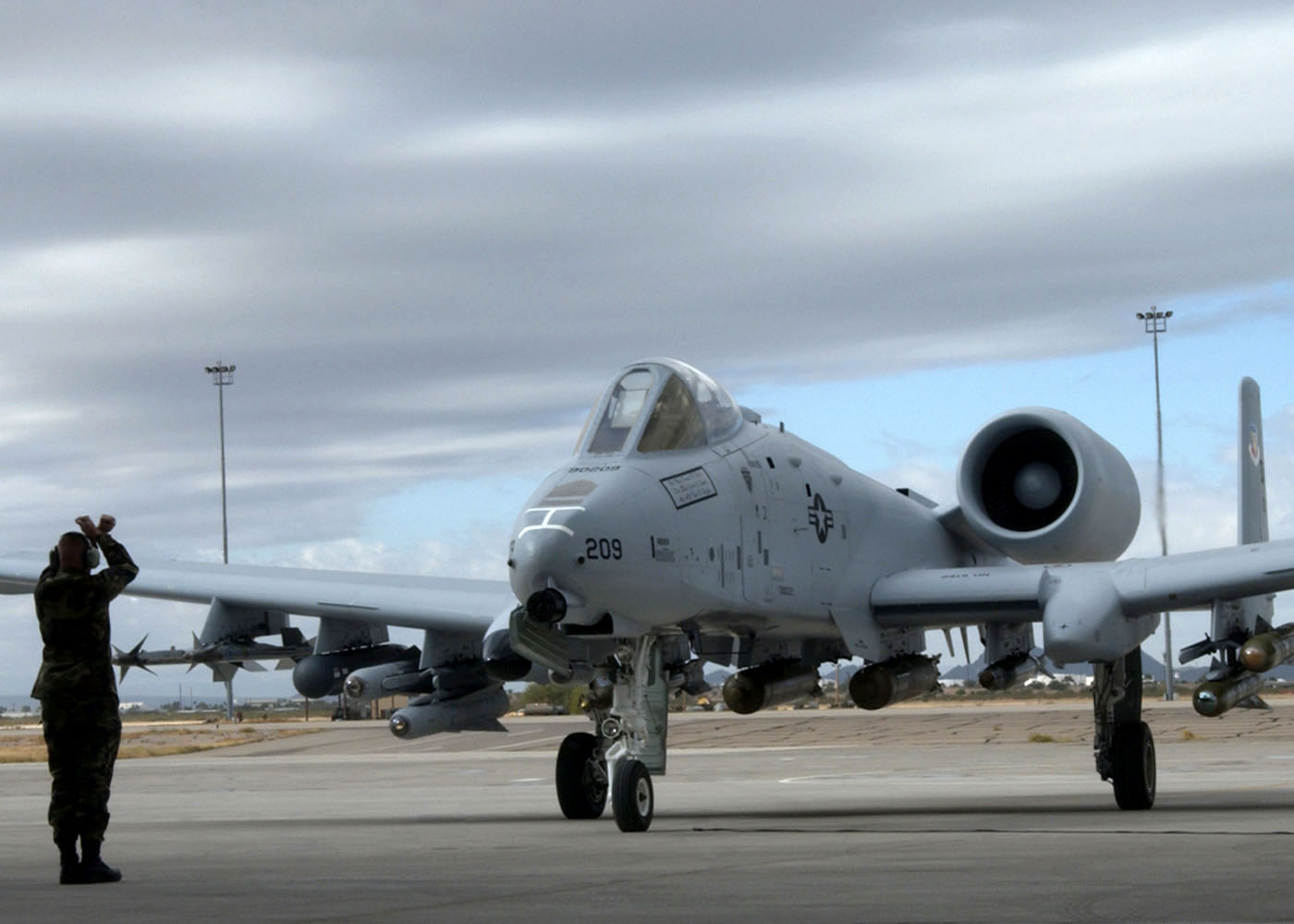
A-10 に停止指示を出すマーシャラー

マーシャラー (marshaller) とは、空港や軍用飛行場、航空母艦などで着陸した航空機を駐機場（スポット）やハンガーに誘導（マーシャリング、marshalling）するグランドハンドリング (Ground handling) のランプエージェントスタッフ。航空機誘導員、地上誘導員とも。ヘリコプターに対してはヘリポートへ着陸誘導したり、吊り下げて運ぶ積荷を機体に接続するために、その積荷の直上へのホバーリング誘導を行う。

## 概要

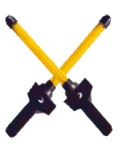
マーシャラーが持つライトスティック 電池を内蔵し発光できる

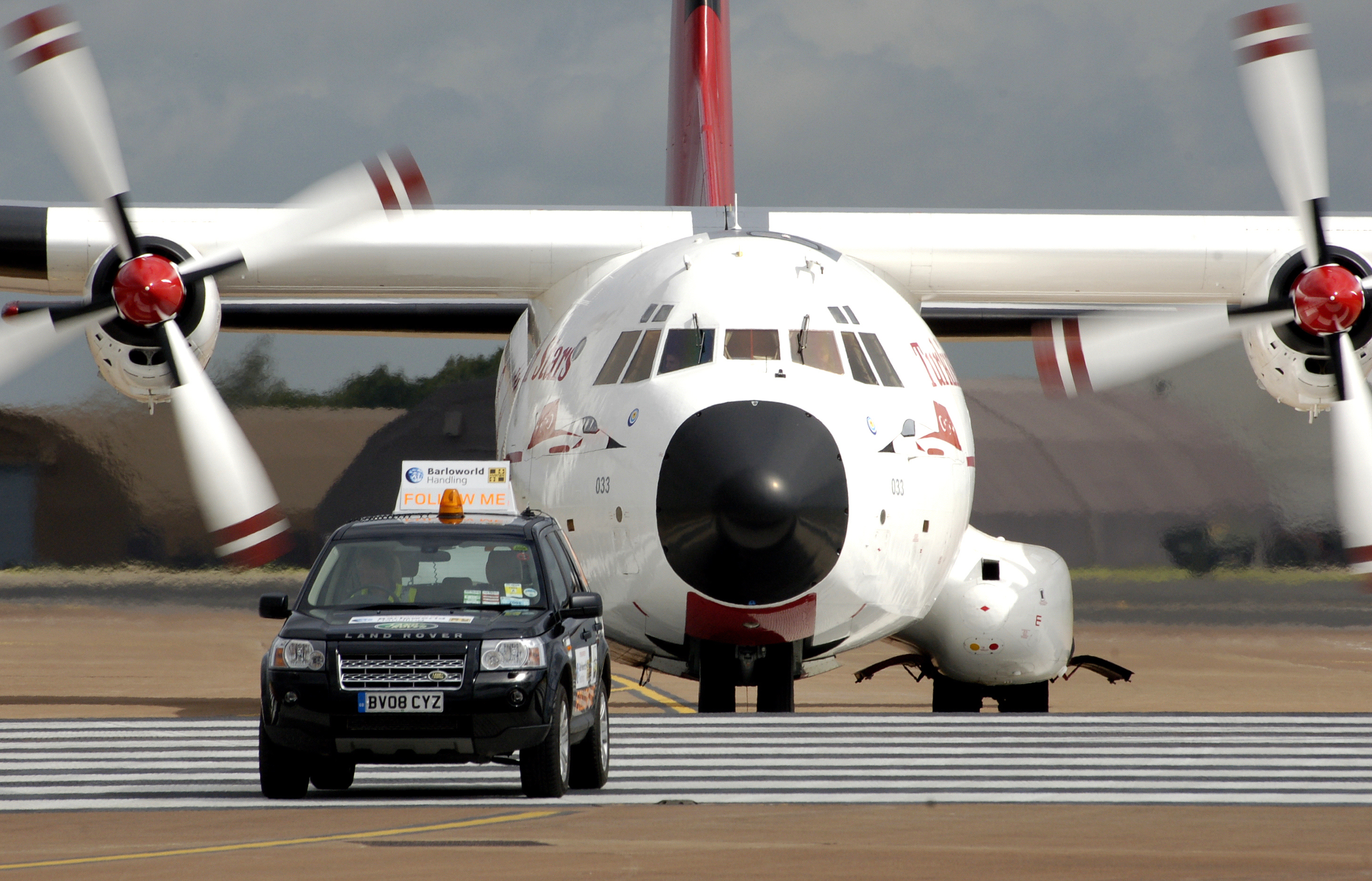
ロイヤル・インターナショナル・エア・タトゥーに参加するためフェアフォード空軍基地を訪れたトルコ空軍のC-160Dを誘導するフォローミーカー

マーシャリングはグランドハンドリングのうち、エプロンで作業するランプサービスの一つである。
民間航空輸送において多くはJALグランドサービスのようなグランドハンドリングの会社に所属しており、自社便や委託された便を誘導する。軍の航空部隊では列線整備員がローテーションで担当することが多いが、軍民共同利用の空港や大規模な飛行場では専門の誘導員が担当することもある。
誘導指示は両腕と指先で行うが、パイロットやトーイングカーの運転手からの視認性を上げるために両手に黄色のパドルを持つことが多く、夜間用のライトスティックを昼夜ともに使う場合もある。
大型機では操縦席から機体近くの地面が見えないため、ピックアップトラックなどの荷台にリフトを取り付けたマーシャリングカーとよばれる車両を使用する。
混雑する大規模な空港に臨時で着陸する便や要人が乗った機は事故を防ぐため、『フォローミーカー（Follow-me car）』と呼ばれる先導車が個別に誘導に当たる。名前の由来は被誘導機に「Follow Me」（ついて来い）と大きな表示を出すことから。
ミュンヘン空港では一部のボーディングブリッジ付近に距離センサーとパイロットへ指示を出す電光掲示板を設置することで、マーシャラーによる誘導を原則不要としている。

## 固定翼機へのマーシャリング
- パドルやライトスティックを持つ場合は指や拳の動作は省略される。
- 空港によってはマーシャラーの代わりに駐機位置指示灯 (Visual Docking Guidance System, VDGS) を用いる場合もある[2][3]。

「注目せよ このスポットに誘導を開始する（パイロットに進入停止スポットを示す）」 両腕を上げる
「そのまま直進せよ」 斜めに上げた両腕の肘から先を、内側に曲げ伸ばして振る
「左へ」 右手斜め下を人差し指で示し、斜め上に上げた左腕の肘から先を、内側に曲げ伸ばして振る
「右へ」 左手斜め下を人差し指で示し、斜め上に上げた右腕の肘から先を、内側に曲げ伸ばして振る
「速度を落とせ」 下げ開いた両腕を肩から上下に振る
「停止せよ」 上げた両腕を頭上で交差
「エンジンを切れ」 左手を首に当て、水平に戻して首を切る動作
「降着装置に輪止めを施せ」（地上の整備員に向けて） 下に開いた両腕を、拳握って腰に当てる

以下は出発の場合。

「降着装置の輪止めを外せ」（地上の整備員に向けて） 腰に当てた両拳を腕とともに開く
「エンジン始動に機体周辺障害なし」 両腕を斜め上に上げ、右腕の肘から先を回転させる 注A) 双発機以上の、エンジンを複数持つ機体に対しては左指で当該エンジン番号を示す
「オールクリア。機体の周りに障害なし（パイロットまたはトーイングカーに移動開始可の安全報告）」 右腕を上げる

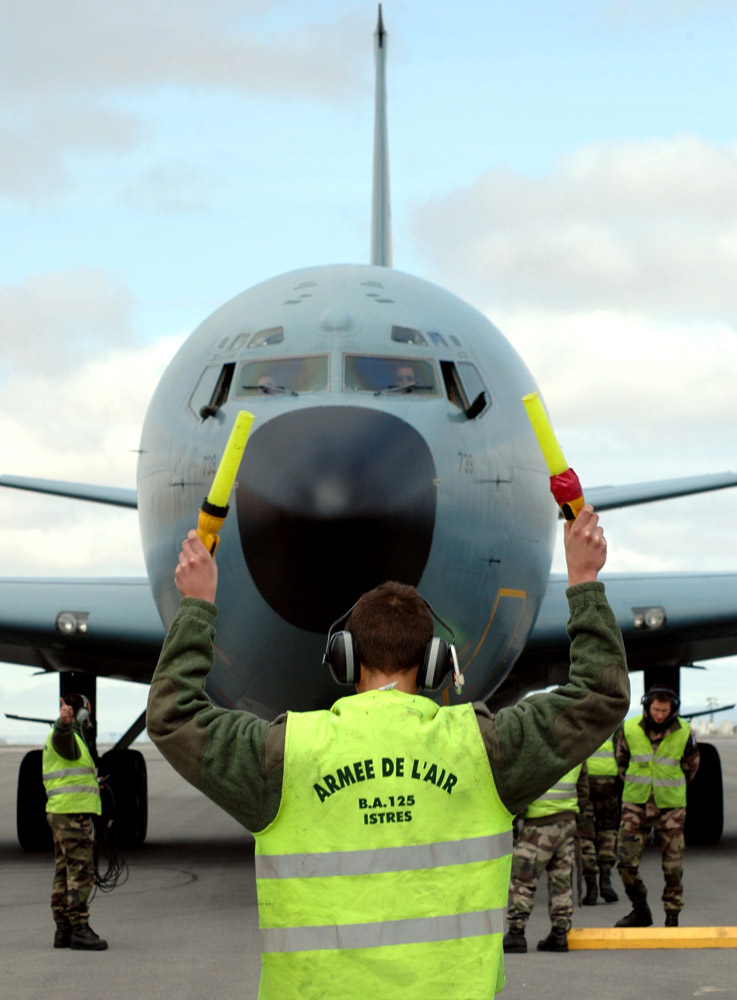
ライトスティックを持つマーシャラー
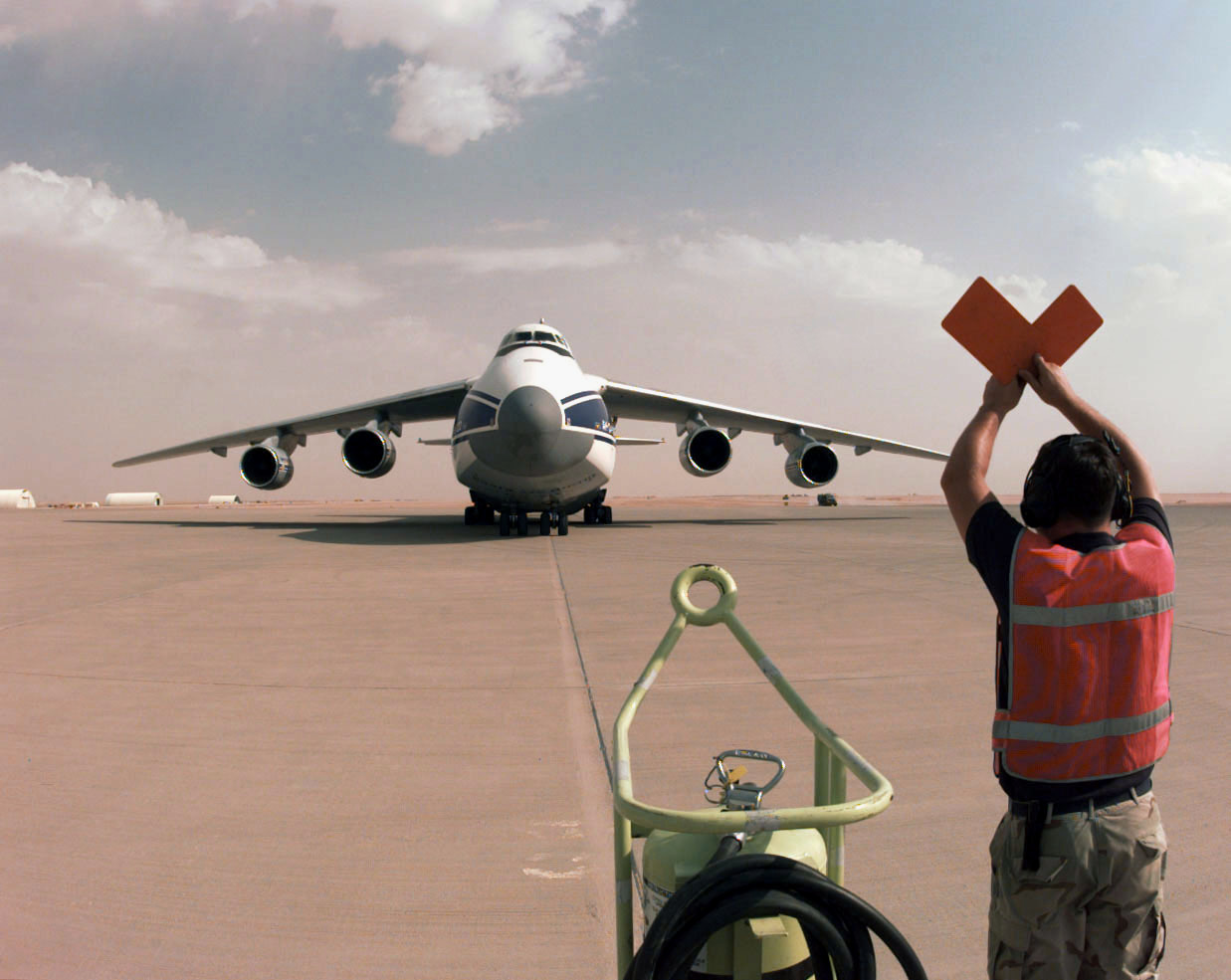
パドルを持つマーシャラー

## ヘリコプターへのマーシャリング
- パドルやライトスティックを持つ場合は指や拳の動作は省略される。

「ホバーリングし維持せよ 誘導を開始する」 拳を握り両腕を上げる
「上昇せよ」 手の平を上に向けて水平に上げた両腕を、肩から上方へ振る
「降下せよ」 手の平を下に向けて水平に上げた両腕を、肩から下方へ振る
「前進せよ」 斜めに上げた両腕の肘から先を、内側に曲げ伸ばして振る
「後退せよ」 顔の両側に開いた手の平を置く
「左へ」 右腕を水平に上げ、斜め上に上げた左腕の肘から先を、内側に曲げ伸ばして振る
「右へ」 左腕を水平に上げ、斜め上に上げた右腕の肘から先を、内側に曲げ伸ばして振る
「降下着陸に支障なし」 体の前で両腕を交差
「吊り荷を切り離せ」 上げた右腕を、斜め下に開いた左手に添える
「離陸に支障なし（ホバーリングからの離脱に支障なし）」 右手を後ろ手に、左腕を斜めに上げ人差し指で空を指し示す

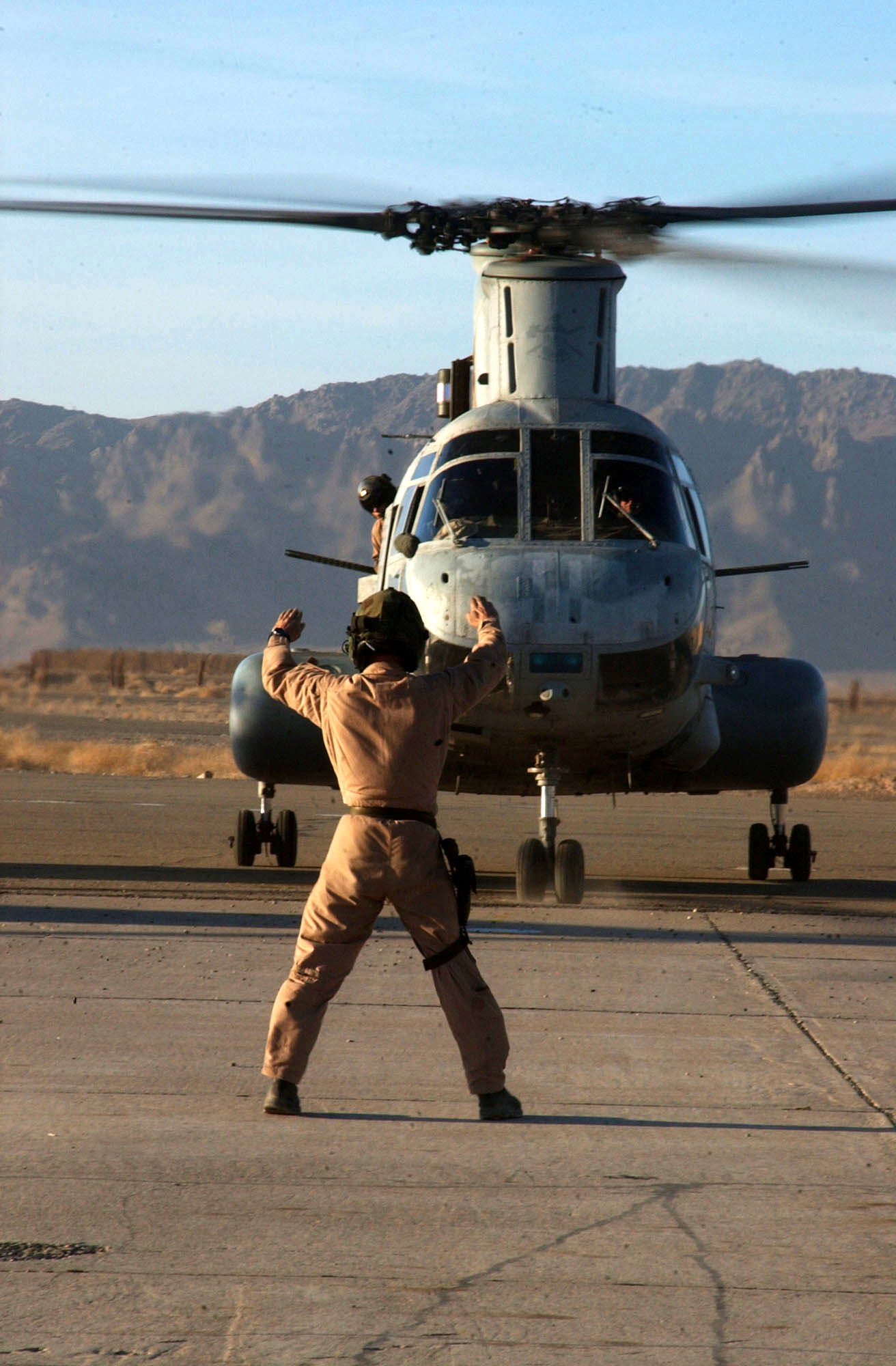
CH-46E シーナイトに停止位置を指示するマーシャラー アフガニスタン カンダハール米軍基地にて
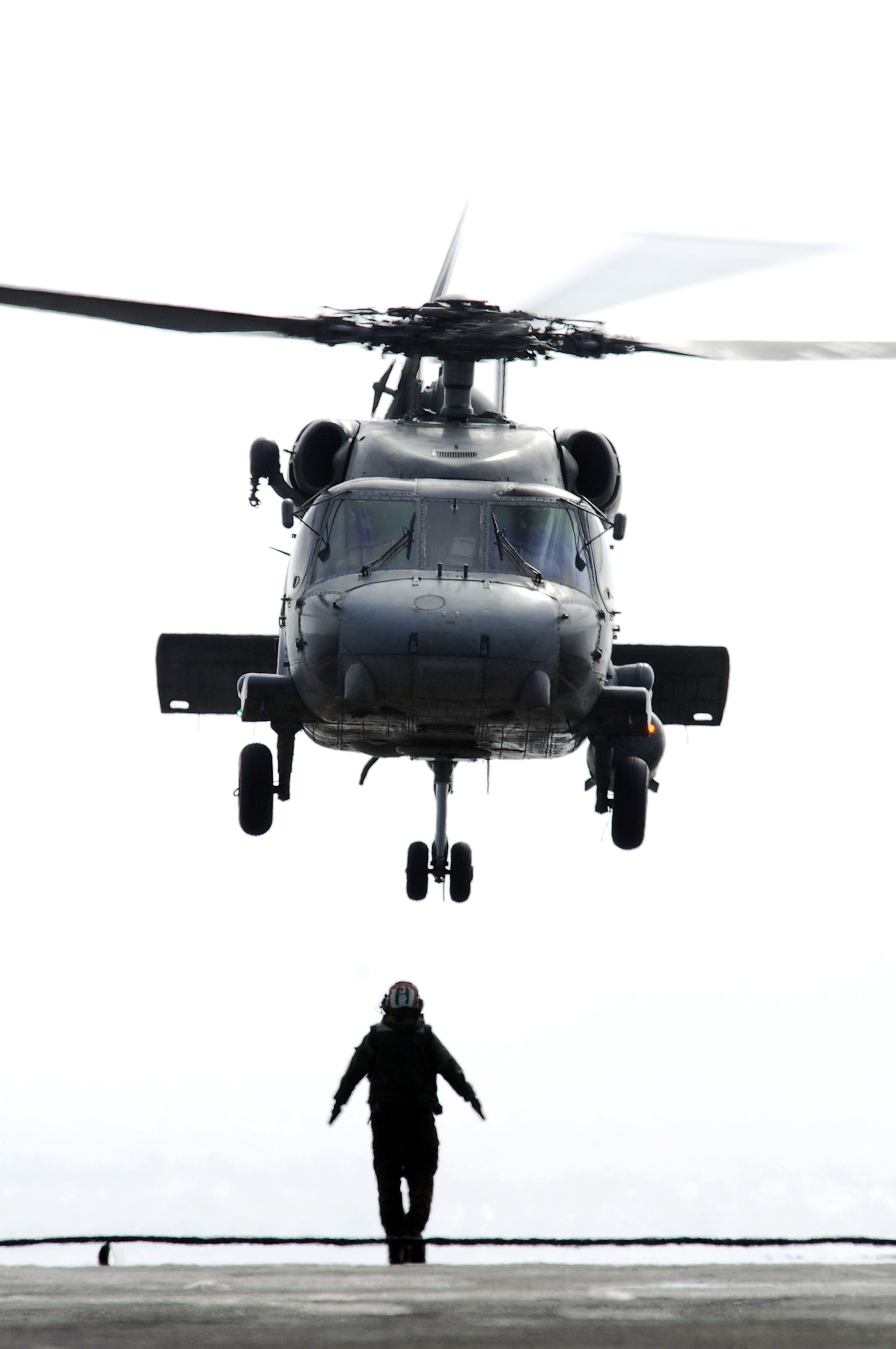
SH-60 シーホークを着艦誘導するマーシャラー 空母キティーホークにて